# Lychnosea
Lychnosea là một chi bướm đêm thuộc họ Geometridae.